# Frühling des Lebens (Roman)

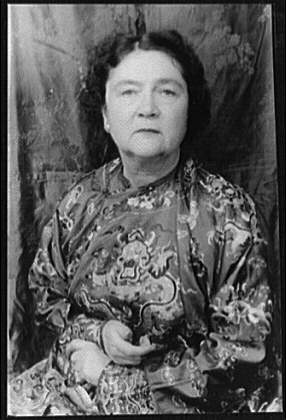
Marjorie Kinnan Rawlings

Frühling des Lebens (Originaltitel: The Yearling) ist ein im März 1938 erschienener Roman der US-amerikanischen Autorin Marjorie Kinnan Rawlings (1896–1953). Der Roman wurde 1939 mit dem Pulitzer-Preis ausgezeichnet und erreichte eine hohe Auflage. Er erschien 1939 erstmals in deutscher Sprache im Schroeder Verlag. Die Übersetzung von Maria Honeit wurde auch für alle weiteren, im Rowohlt-Verlag erschienenen Ausgaben verwendet. Insgesamt entstanden weltweit über 20 Übersetzungen des Romans aus dem Englischen. Die Verfilmung Die Wildnis ruft aus dem Jahr 1946 gewann drei Oscars.

## Inhalt
Hauptfigur ist der 13-jährige Jody, der mit seinen Eltern Ezra „Penny“ Baxter und Ora Baxter in den 1870er-Jahren naturverbunden, aber einsam auf einer Farm in den weiten Wäldern des US-Bundesstaates Florida lebt. Penny Baxter lenkt das Leben seines Sohnes scheinbar unbeabsichtigt, aber mit überlegener Weisheit.
Der Roman umfasst lediglich ein Jahr, von Frühling zu Frühling. In dieser Zeit reift Jody von einem Kind zu einem jungen Mann heran. Er findet ein verlassenes Rehkitz, das er Flag nennt, und zieht es auf. Flag ist aufgrund der einsamen Lage der elterlichen Farm sein einziger und bester Freund, mit dem er alle Freuden und Leiden teilt. Jody verspürt eine innige, einzigartige Freundschaft zu dem Reh. Das Leben auf der Farm ist gekennzeichnet durch harte Arbeit, die gerade so viel abwirft, dass es zu einem kargen Leben für die kleine Familie reicht. Doch das Reh Flag beginnt seinem natürlichen Drang zu folgen und richtet beträchtliche Flurschäden am mühsam bebauten Farmland an, die das Überleben der Familie gefährden. Da sich Flag nicht aussetzen lässt und den Weg zurück zur Farm immer wieder findet, müssen die Eltern eine Entscheidung treffen, die gleichermaßen notwendig wie verzweifelt ist. Jody Baxter muss letztlich den Jährling Flag erschießen. Hierdurch kommt es zum Bruch zwischen Sohn und Vater. Jody rennt von Zuhause fort, erst nach einigen Tagen kehrt er – durch die Erlebnisse erwachsener geworden – zurück.

## Entstehungsgeschichte und Publikation

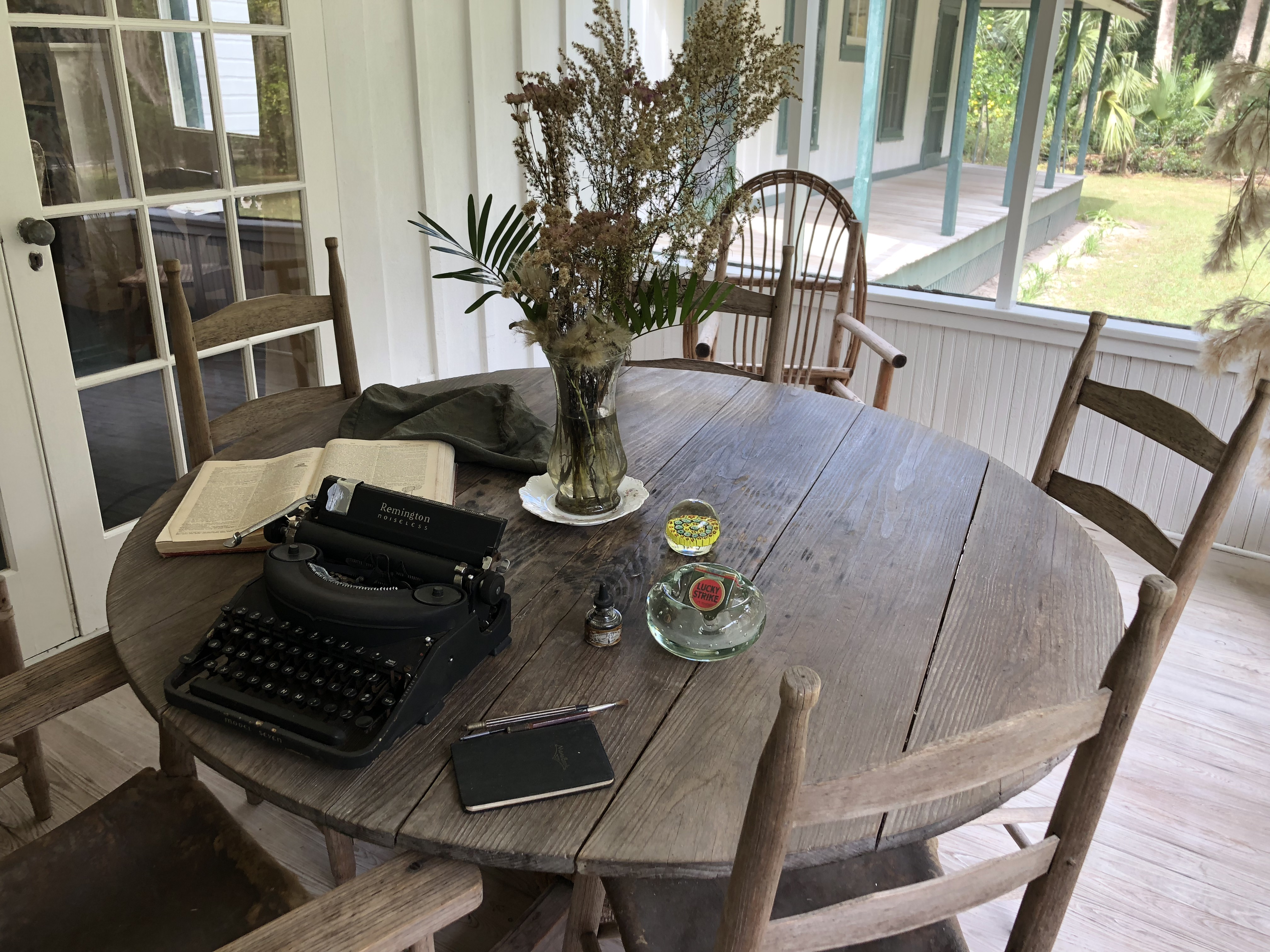
Ansicht aus dem ländlich gelegenen Haus von Marjorie Kinnan Rawlings in Cross Creek, Florida, wo sie The Yearling schrieb

Marjorie Kinnan Rawlings, eine gebürtig aus Washington kommende feministische Journalistin und Autorin, war 1928 in die abgelegene Siedlung Cross Creek in Florida gezogen, deren nächstgrößerer Ort Hawthorne ist. In Cross Creek hatte sie sich von einem Erbe eine Orangenplantage gekauft. Sie war von dem ländlichen Leben fasziniert und freundete sich mit den Nachbarn an. Sie befragte Einheimische nach dem Leben und ihrer Arbeit, speziell das Ehepaar Calvin und Mary Long mit ihrer Familie soll später als Vorbild für die Baxters im Roman gedient haben.
Die 1930er-Jahre waren für Rawlings von einer unglücklichen Ehe in diesem abgelegenen Landesteil geprägt, aber auch durch eine wachsende literarische Produktivität. Ihr langjähriger Lektor beim Verlag Scribner’s, der berühmte Maxwell Perkins, schlug ihr schließlich vor, in Tradition zu Büchern wie Die Schatzinsel oder Die Abenteuer des Huckleberry Finn einen Roman über einen „Jungen im Schlamm“ zu schreiben. Rawlings gestand ein, ihr sei eine solche Idee noch nie gekommen: „Meine erste Reaktion war pure Verzweiflung, aber dann war ich doch ziemlich fasziniert“, antwortete sie Perkins.
Nach mehrjähriger Arbeit und der Veröffentlichung durch Scribner’s im März 1938 entwickelte sich The Yearling zu dem meistverkauften Buch des Jahres in den Vereinigten Staaten. Es erhielt auch Lob von Schriftstellerkollegen wie F. Scott Fitzgerald, Margaret Mitchell und Ellen Glasgow, die Rawlings gar als „Genie“ bezeichnete. In Deutschland wurde das Buch erstmals 1939 beim Schroeder Verlag veröffentlicht und erreichte in den folgenden Jahrzehnten einen guten Absatz. Bis 1979 brachte allein der Rowohlt Verlag, der in der Nachkriegszeit die Publikation übernahm, eine Gesamtauflage von 173.000 Stück heraus.

## Thematik

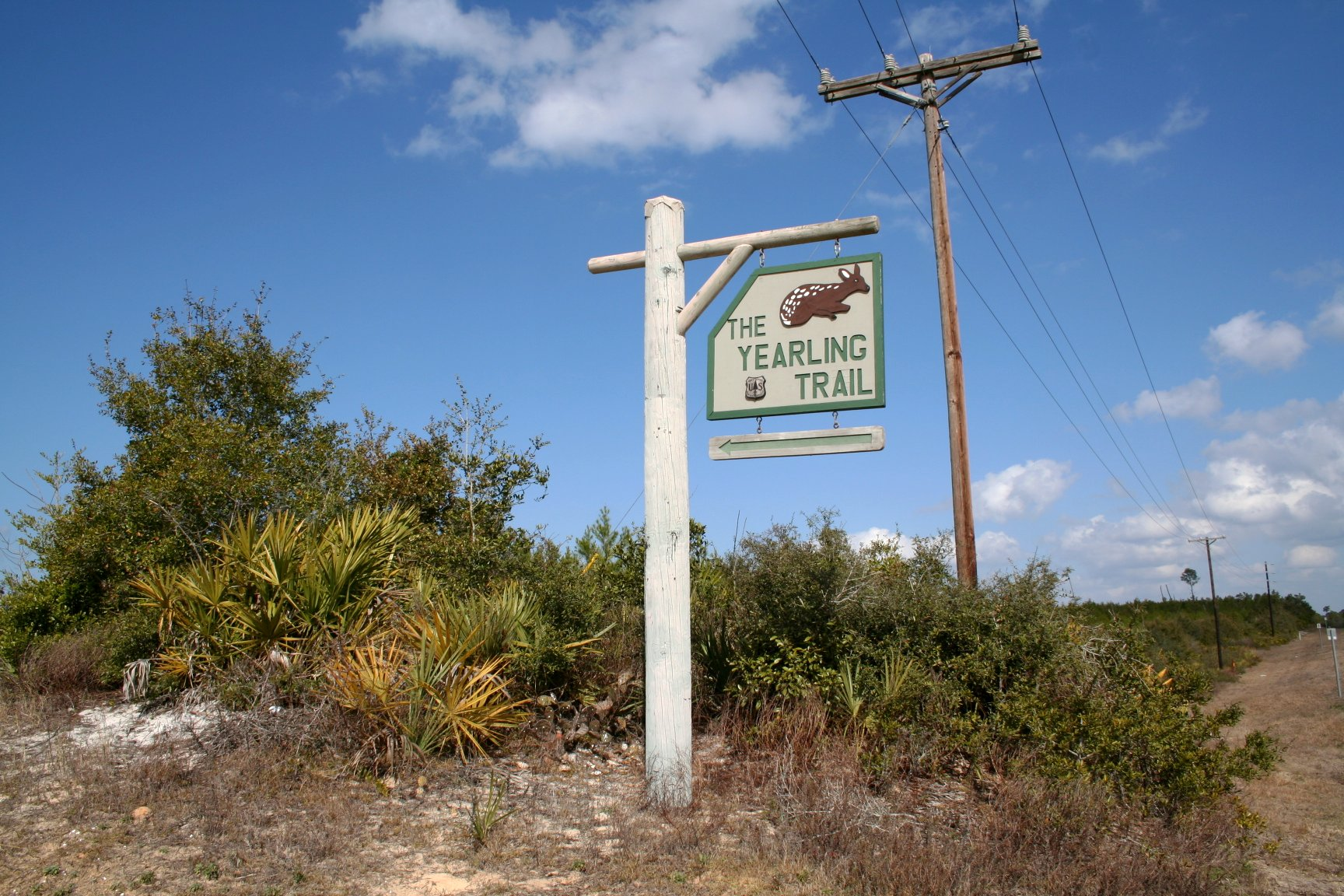
Der Yearling Trail, ein an den Roman angelehnter Wanderpfad im Ocala National Forest in Florida

Der Roman schildert auf den ersten Blick eine Jugend außerhalb der Städte in den Vereinigten Staaten, die geprägt ist von Entbehrungen und harter Arbeit, aber auch von großer Freiheit und Naturnähe. Er ist aber darüber hinaus auch eine genaue Darstellung der Lebensumstände jener Menschen, die als freie Siedler das Land erschlossen, indem sie die Wildnis urbar machten. Das Rehkitz, das als Motiv die Rahmenhandlung beherrscht, ist ein Sinnbild der Jugend und Freiheit schlechthin; so wie Jody schließlich das erwachsen gewordene Reh töten muss, muss er seine Jugend hinter sich lassen, um an der Stelle seines alten und kranken Vaters zunehmend Verantwortung für die Farm zu übernehmen. Im letzten Satz beschwört der Roman noch einmal als Vision das Bild vom Jungen mit dem Rehkitz, um zu verdeutlichen, dass mit dem Erwachsenwerden Jodys die Freiheit des Anfangs und der Jugend nur für ihn, aber nicht grundsätzlich zu Ende gegangen ist.
The Yearling wird heute oft als Adoleszenzroman (oder auf Coming-of-Age-Roman) gelesen. Die Literaturwissenschaftlerin Dianne Luce verwies 2023 auf einige Einflüsse des Romans auf das Werk von Cormac McCarthy, etwa in dem Blick auf die Natur. McCarthy war als Kind in der engeren Auswahl für die Rolle des Jody in der Verfilmung von 1946 gewesen.

## Auszeichnungen
1939 erhielt das Werk den Pulitzer-Preis für Romane (Novel), der von 1918 bis 1947 vergeben wurde, ab 1948 wurde dieser Preis vom Pulitzer-Preis für Romane (Fiction) abgelöst.

## Adaptionen
Schon kurz nach Veröffentlichung des Bestsellers erstand Metro-Goldwyn-Mayer die Filmrechte, wo mehrere Jahre an dem aufwendigen Projekt gearbeitet wurde. 1946 erschien dann der gleichnamige US-amerikanische Spielfilm mit Gregory Peck, Jane Wyman und Claude Jarman junior in den Kinos (deutscher Filmtitel Die Wildnis ruft). Der Technicolor-Film von Regisseur Clarence Brown erhielt gute Kritiken und wurde mit drei Oscars ausgezeichnet.
1965 feierte am Broadway eine Musical-Adaption ihre Premiere, wurde aber mangels Erfolgs schon nach drei Vorstellungen eingestellt. Barbra Streisand nahm später trotzdem mehrere Lieder aus dem Musical auf.
1983 wurde eine Animeserie produziert, die sich mit dem Inhalt des Buches beschäftigt und im Original den Titel Kojika Monogatari trägt. In Deutschland wurde die Serie ab 1991 unter dem Namen Alle meine Freunde ausgestrahlt.
Ebenfalls 1983 feierte das Filmdrama Cross Creek seine Premiere, das über die Entstehungsgeschichte des Romans handelt. Rawlings wird darin von Mary Steenburgen gespielt.
1994 entstand der Fernsehfilm The Yearling mit Peter Strauss und Jean Smart, der aber nicht an den Erfolg der ersten Verfilmung von 1946 anknüpfen konnte.

## Sekundärliteratur
- Samuel Bellman: Marjorie Kinnan Rawlings. Twayne Publishers, New York 1974.
- Gordon Bigelow: Frontier Eden: The Literary Career of Marjorie Kinnan Rawlings. University Presses of Florida, Gainesville, FL 1966.
- Rodger L. Tarr: Marjorie Kinnan Rawlings: a descriptive bibliography, Pittsburgh series in bibliography. University of Pittsburgh Press, Pittsburgh 1996.
- Rodger L. Tarr (Hrsg.): Max & Marjorie: The Correspondence between Maxwell E. Perkins and Marjorie Kinnan Rawlings. University of Florida Press, Gainesville 1999.